# RBU-1000

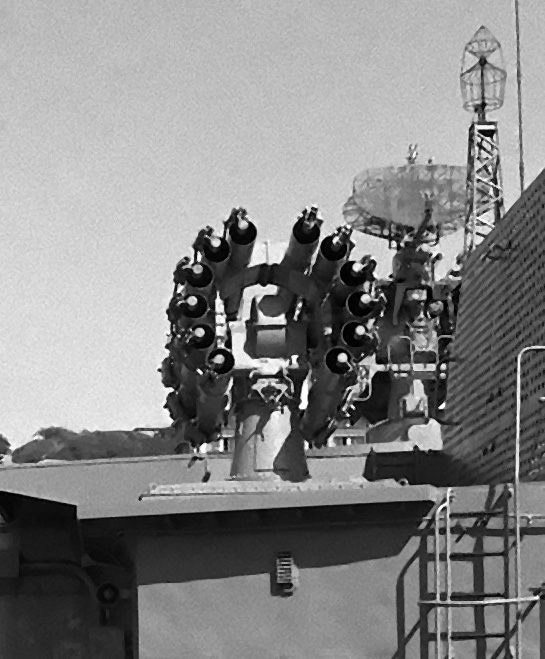
Un lance-roquettes RBU-6000 sur un destroyer de la classe Udaloy. Même si le nombre de tubes et la portée de ces systèmes sont différents, leur fonctionnement et leurs caractéristiques de base sont très proches.

Le RBU-1000 « Smerch-3 » (en russe : « РБУ-1000 Смерч-3 », « Смерч » signifiant « cyclone ») est un lance-roquettes anti-sous-marins et anti-torpilles de 300 mm fabriqué par l'Union soviétique. Il est entré en service entre 1962 et 1963.

## Caractéristiques
Le RBU-1000 est très similaire au système Hérisson qu'utilisait la Royal Navy britannique au cours de la Seconde Guerre mondiale. Il est aligné vers sa cible par un système distant, le Burya (en russe : « Буря », orage), qui est également employé par un autre système similaire, le RBU-6000. Il est servi par trois hommes, deux étant placés dans la réserve à munitions, dans le pont inférieur, et le dernier étant dans le centre de contrôle.
Le lanceur consiste en six canons, disposés parallèlement en arc de cercle, qui sont automatiquement chargés un par un, à partir du magasin du pont inférieur, qui contient de 48 à 60 munitions pour chaque lanceur. Le temps de réaction du système est d'environ deux minutes, entre la première détection de cible et l'arrivée de la première salve sur elle. Ce temps peut néanmoins être réduit à moins d'une minute si les données concernant la cible sont préréglées, comme par exemple sa vitesse et sa profondeur. Une salve de munitions consiste en un lancer d'une, deux, quatre ou six roquettes RSL-10, avec un intervalle d'une seconde entre chacune. Le rechargement du lanceur ne nécessite pas plus de trois minutes.
Les roquettes volent selon une trajectoire balistique et impactent la surface de l'eau, coulant ensuite très rapidement vers leur profondeur de détonation, préréglée. Elles peuvent également détoner si elles entrent directement en contact avec leur cible.

## Spécifications techniques
Lanceur
- Masse : 2 900 kg
- Longueur : 2,165 m
- Largeur : 2,00 m
- Hauteur : 2,03 m
- Débattement : 180°
- Vitesse angulaire : 
  - Mode automatique : 30°/s
  - Mode manuel : 4°/s
- Conditions météo : utilisable jusqu'à mer 8 (très grosse)

Roquette RSL-10 (РГБ-10)
- Calibre : 300 mm
- Longueur : 1,80 m
- Masse : 195 kg
- Charge militaire : 100 kg
- Détonation : profondeur préréglée ou contact
- Portée : de 100 à 1 000 m
- Vitesse de vol : 350 m/s
- Profondeur maximale : 450 m
- Vitesse de plongée : 11,8 m/s (~ 42,5 km/h)

## Utilisateur
- Union soviétique : Les RBU-1000 furent utilisés sur les destroyers de la marine soviétique, par exemple les destroyers de classe Kashin.